# دهستان شوهان
دهستان شوهان از دهستان‌های استان ایلام و محل یکجانشین شدن ایل شوهان است.

## روستاها
نادرآباد، چشمه پهن، مناربلوطستان، گراب خوشادول، دول کبودخوشادول، توتخوشادول